# Pleuroceridae
Pleuroceridae là một họ ốc nước ngọt có kích thước từ nhỏ đến trung bình, sống dưới nước thuộc siêu họ Cerithioidea. Những loài ốc trong họ này đều có nắp và thường có lớp vỏ nhọn cao và chắc chắn.
Các loài ốc trong họ này sinh sản theo kiểu đẻ nhiều lần. Ốc con chui ra từ trứng được đẻ gắn trên bề mặt chắc chắn bởi con cái có quan hệ giao phối.

## Phân bổ
Theo định nghĩa hiện tại, họ này chỉ giới hạn phân bổ ở vùng nước ngọt phía đông Bắc Mỹ. Một số loài trước đây được phân loại vào họ Pleuroceridae, nhưng hiện đã được xếp vào các họ khác, phân bố rộng rãi hơn ở các vùng ôn đới và nhiệt đới của Nam và Đông Á, và châu Phi. Hầu hết chúng đều sống gần nguồn nước sạch tự nhiên như sông và suối, nhưng một số ít thích nghi với việc sống ở các vùng ao hồ chứa nước.

## Phân loại

### Phân loại năm 2005
Hai phân họ sau đây đã được công nhận trong phân loại của Bouchet & Rocroi (2005):
- Pleurocerinae P. Fischer, 1885 - từ đồng nghĩa: Ceriphasiinae Gill, 1863; Strepomatidae Haldeman, 1864; Ellipstomatidae Hannibal, 1912; Gyrotominae Hannibal, 1912; Anaplocamidae Dall, 1921
- Semisulcospirinae Morrison, 1952 - đồng nghĩa: Jugidae Starobogatov, Prozorova, Bogatov & Sayenko, 2004 (na)

### Phân loại năm 2009
Phân họ Semisulcospirinae được nâng cấp thành họ Semisulcospiridae bởi Strong & Köhler (2009).

## Các chi
Các chi trong họ Pleuroceridae được tổ chức thành chỉ một phân họ Pleurocerinae duy nhất kể từ năm 2009. Chúng bao gồm:
- Pleurocera Rafinesque, 1818 - chi điển hình của họ Pleuroceridae,
- Elimia H. Adams & A. Adams, 1854 từ đồng nghĩa: Goniobasis Lea, 1862
- Athearnia Morrison, 1971
- †Gyrotoma Shuttleworth, 1845
- Io Lea, 1831 - với loài duy nhất Io fluvialis (Say, 1825)
- Leptoxis Rafinesque, 1819
- Lithasia Haldeman, 1840